# 國防部軍備局
國防部軍備局是中華民國國防部所屬機關，成立於2002年3月1日，負責中華民國國軍的軍用品生產、採購和品質鑑測等工作，以及管理國軍老舊營舍改建基金。

## 沿革

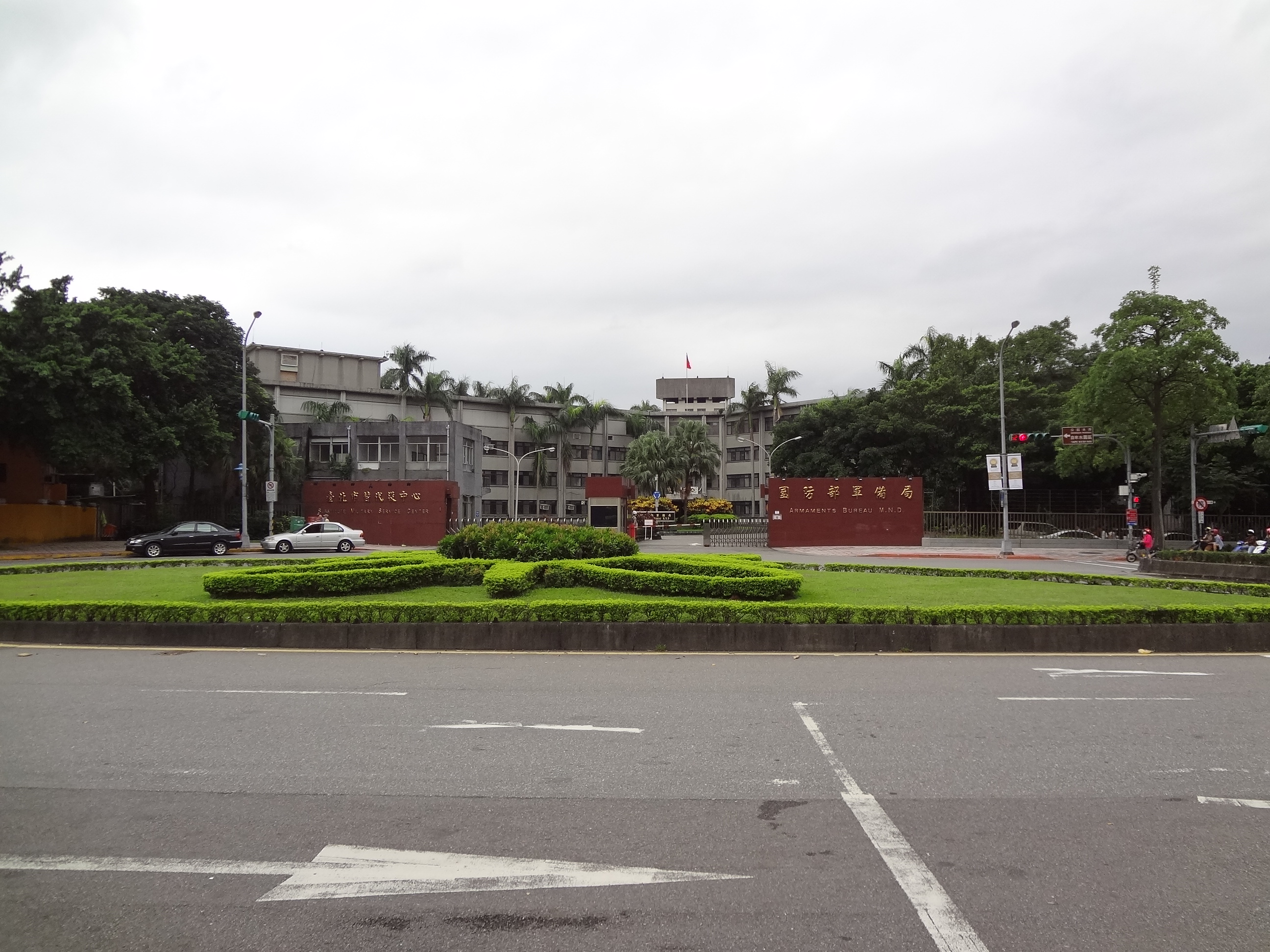
臺北市中正區汀州路三段國防部軍備局原址

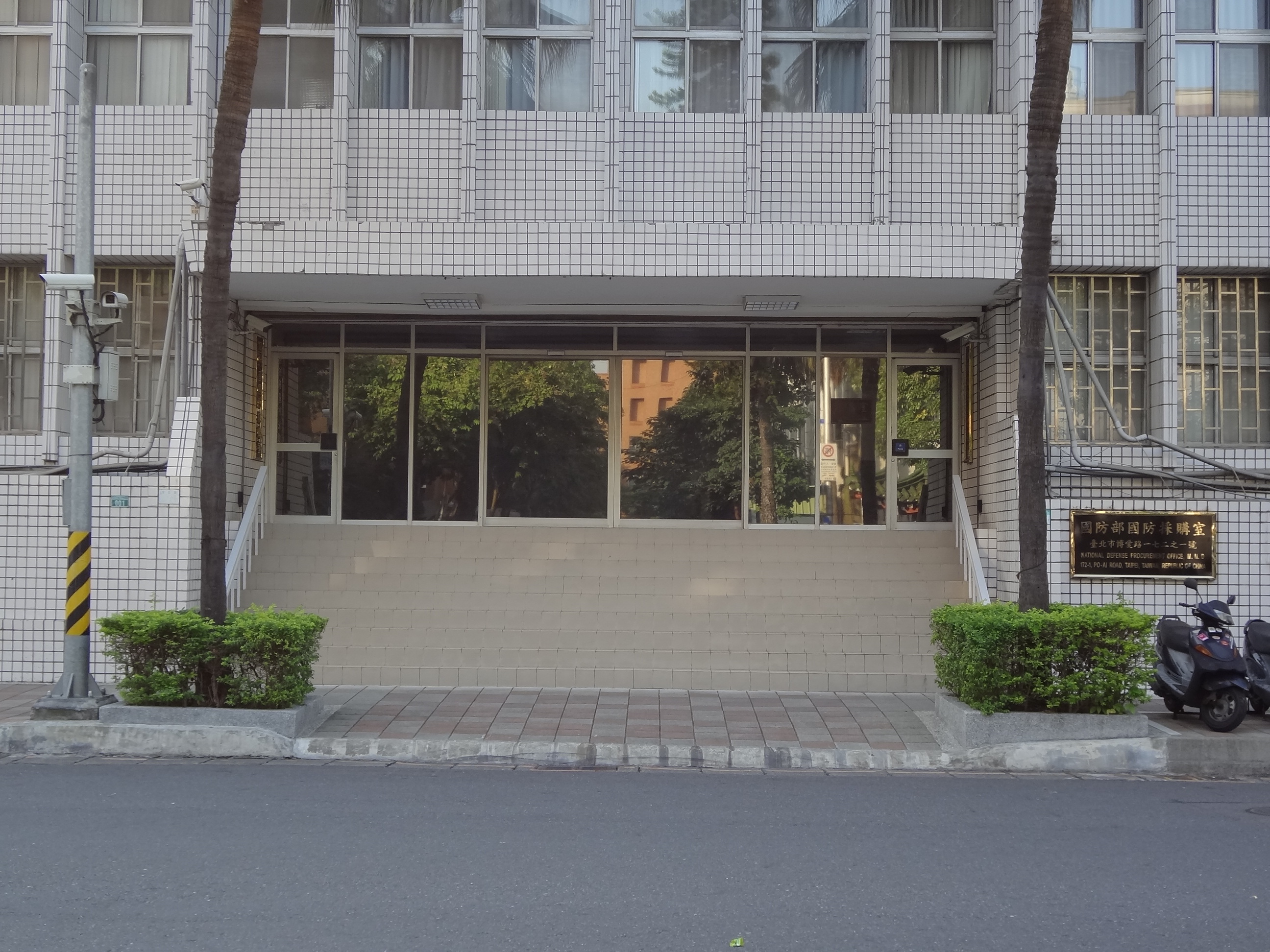
國防部國防採購室原址

- 1999年5月11日，時任中華民國國防部部長唐飛主持「國防部組織架構研商會議」指示，計畫將聯勤總部各生產工廠、工程署、三軍各生產工廠與中山科學研究院（中科院）、採購局、物力司及後次室相關政策等單位合併編成「軍備總局」。8月30日，國防部採購局成立籌設「軍備局」專案編組。
- 2000年5月5日，國防部採購局成立「國防部採購局 軍備局規劃組」。
- 2001年2月13日，更名為「國防部採購局 軍備局籌備室」。5月30日，行政院通過《國防部軍備局組織條例》草案，函送立法院審議。
- 2002年3月1日，「國防二法」（《國防法》與《國防部組織法》）實施，依立法院第4屆第6會期附帶決議，暫以編裝表先行成立「國防部軍備局」，編設5處3室。
- 2003年3月1日，《國防部軍備局組織條例》生效。10月1日，原「國防部採購局」及「聯勤運輸署物資接轉組及所屬單位」改隸編成「國防部軍備局採購中心」；「聯勤生產署與測量署及所屬單位合併」改隸編成「國防部軍備局生產製造中心」。
- 2004年1月1日，「聯勤軍品鑑測處及所屬單位」改隸編成「國防部軍備局規格鑑測中心」；「聯勤營工署及所屬單位」改隸編成「國防部軍備局工程營產中心」。3月1日，中山科學研究院改隸編成「國防部軍備局中山科學研究院」。
- 2012年12月12日，制定《國防部軍備局組織法》。12月28日，聯勤總部裁併入陸軍後勤指揮部，原由聯勤使用之「駱駝隊徽」移至軍備局繼續使用。[1]
- 2013年1月1日，5處3室併編為4處1室。採購中心改編為「國防部國防採購室」，直屬國防部。
- 2014年4月16日，中科院改制為行政法人國家中山科學研究院。

## 歷任局長
| 任次 | 圖像 | 姓名   | 軍種軍階 | 任期時間                      | 備註                                                                |
| ---- | ---- | ------ | -------- | ----------------------------- | ------------------------------------------------------------------- |
| 1    |      | 孫韜玉 | 陸軍中將 | 2002年3月1日－2003年8月31日   | 首位陸軍出身                                                        |
| 2    |      | 龐豫銅 | 陸軍中將 | 2003年9月1日－2004年5月31日   |                                                                     |
| 3    |      | 盧林賜 | 海軍中將 | 2004年6月1日－2005年9月30日   | 首位海軍出身                                                        |
| 4    |      | 董翔龍 | 海軍中將 | 2005年10月1日－2006年3月31日  | 歷任局長中，首位晉升二級上將者 晉升後調任海軍司令與行政院退輔會主委 |
| 5    |      | 吳偉榮 | 海軍中將 | 2006年4月1日－2008年3月31     |                                                                     |
| 6    |      | 陳立嘉 | 空軍中將 | 2008年4月1日－2010年1月31日   | 首位空軍出身，2008年4月1日代理，2008年6月12日真除                   |
| 7    |      | 劉復龍 | 陸軍中將 | 2010年2月1日－2012年2月29日   |                                                                     |
| 8    |      | 金壽豐 | 陸軍中將 | 2012年3月1日－2015年6月30日   |                                                                     |
| 代理 |      | 黃仲奇 | 空軍少將 | 2015年7月1日－2015年7月31日   |                                                                     |
| 9    |      | 何安繼 | 陸軍中將 | 2015年8月1日－2016年10月31日  |                                                                     |
| 代理 |      | 張忠誠 | 陸軍少將 | 2016年11月1日－2016年12月31日 |                                                                     |
| 10   |      | 梅家樹 | 海軍中將 | 2017年1月1日－2018年6月30日   | 晉升二級上將、現任參謀總長                                          |
| 11   |      | 房茂宏 | 陸軍中將 | 2018年7月1日－2020年10月31日  | 後調任陸軍司令部副司令與國防部常務次長                              |
| 12   |      | 吳慶昌 | 陸軍中將 | 2020年11月1日－2023年6月30日  | 原任陸軍後勤指揮部指揮官，屆齡退伍                                  |
| 13   |      | 林文祥 | 陸軍中將 | 2023年7月1日－現任            | 原任陸軍後勤指揮部指揮官                                            |

## 組織

### 局本部[2]
- 局長（1人，簡任第十三職等或中將）
  - 副局長（2人，簡任第十二職等或少將）
  - 處長（4人，簡任第十一職等或少將、上校）
  - 副處長（6人，簡任第十職等或上校）（內2人出缺後改置科長，1人改置主計室科長）
  - 簡任技正（1人，簡任第十職等）
  - 專門委員（2人，薦任第九職等至簡任第十職等）
    - 科長（10人，薦任第九職等或上校）（內1人俟副處長出缺後改置）
    - 參謀（106人，上校、中校或少校、尉官、士官、士兵）（內30人得列上校）
    - 秘書（1人，薦任第八職等或中校）
    - 技正（2人，薦任第八職等至第九職等）
    - 稽核（4人，薦任第八職等至第九職等）（內1人得列簡任第十職等）
    - 專員（2人，薦任第七職等至第八職等）
    - 科員（13人，委任第五職等或薦任第六職等至第七職等）
    - 技士（3人，委任第五職等或薦任第六職等至第七職等）
      - 技佐（3人，委任第四職等至第五職等）（內1人得列薦任第六職等）
      - 辦事員（2人，委任第三職等至第五職等）
      - 書記（4人，委任第一職等至第三職等）

#### 主計室
- 主任（1人，薦任第九職等或上校）
  - 科長（2人，薦任第九職等或上校）（內1人俟副處長出缺後改置）
  - 參謀（16人，上校、中校或少校、尉官、士官、士兵）
    - 稽核（3人，薦任第八職等至第九職等）
    - 專員（2人，薦任第七職等至第八職等）

### 局本部
- 計畫評估處(處長:少將）
- 獲得管理處（處長:少將）
- 工程營產處（處長:少將）
- 綜合事務處（處長:上校）
- 主計室

### 所屬機構

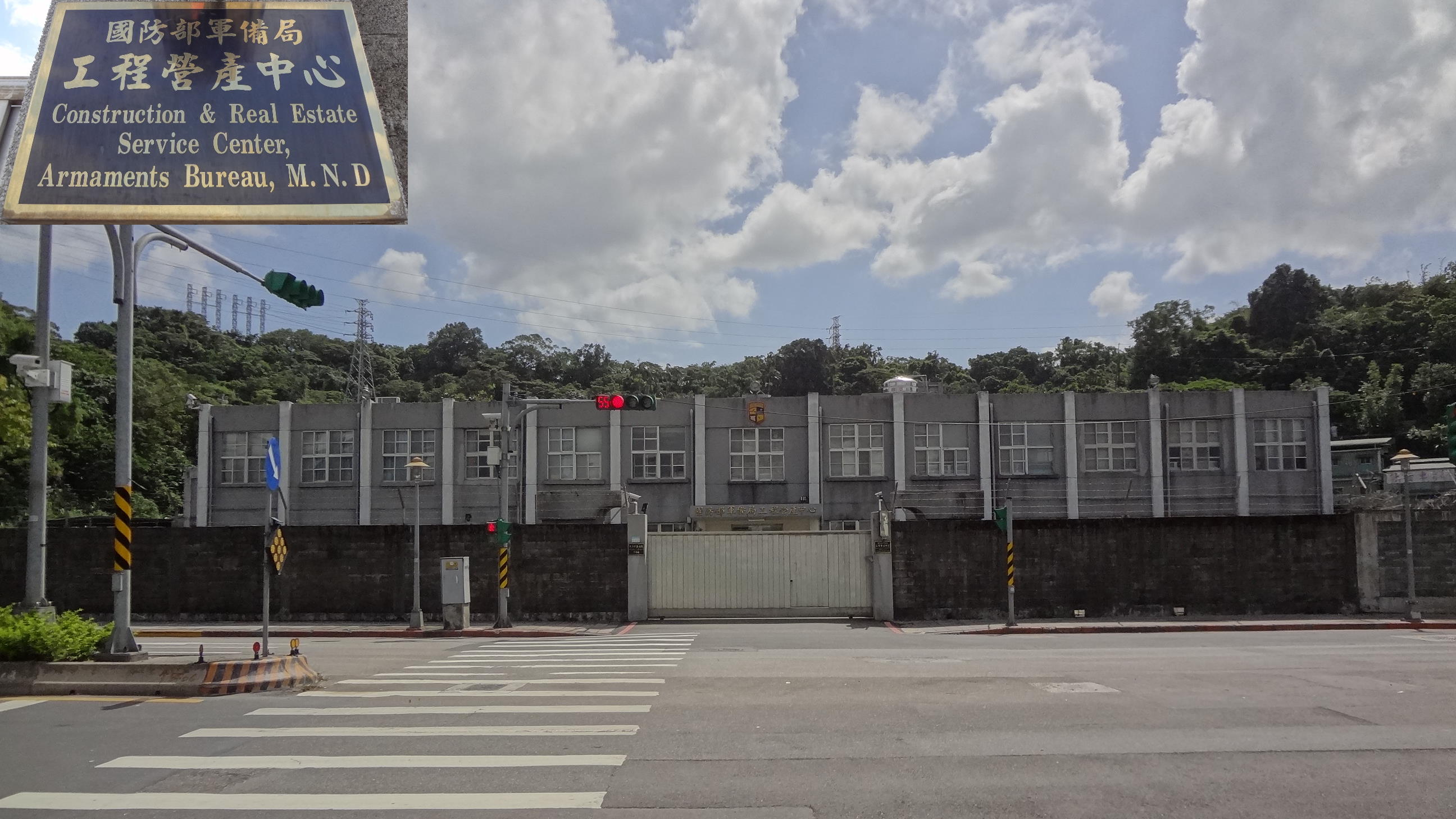
國防部軍備局工程營產中心

- 國防部軍備局生產製造中心（主任:少將）
  - 國防部軍備局生產製造中心第202廠(廠長:少將）
  - 國防部軍備局生產製造中心第203廠（廠長:少將）
  - 國防部軍備局生產製造中心第204廠（廠長:少將）
  - 國防部軍備局生產製造中心第205廠（廠長:少將）
  - 國防部軍備局生產製造中心第209廠（裝甲車、輪車等）（廠長:上校）
  - 國防部軍備局生產製造中心第401廠（軍事圖資、夜視裝備等）（廠長:上校）
  - 國防部軍備局生產製造中心第402廠（精密測量等）（廠長:上校）
- 國防部軍備局工程營產中心（主任:少將）
  - 國防部軍備局工程營產中心北部地區工程營產處（處長:少將）
  - 國防部軍備局工程營產中心中部地區工程營產處（處長:少將）
  - 國防部軍備局工程營產中心南部地區工程營產處（處長:少將）
- 國防部軍備局規格鑑測中心（主任:少將）
  - 國防部軍備局規格鑑測中心技術實驗室
  - 國防部軍備局規格鑑測中心兵器試驗場

## 外部連結
- 國防部軍備局（繁體中文）（英文）